# فیلیپه گونزالس
فیلیپه گونزالس (اسپانیایی: Felipe González‎؛ زاده ۵ مارس ۱۹۴۲) یک سیاست‌مدار اهل اسپانیا است.